# Wensley Pithey
Wensley Ivan William Frederick Pithey (* 21. Juni 1914 in Kapstadt; † 10. November 1993 in London) war ein südafrikanischer Schauspieler und Charakterdarsteller, der eine lange Bühnen- und Filmkarriere in Großbritannien hatte.

## Leben
Als Absolvent der Universität Kapstadt, wo er Musik und Schauspiel studierte, reiste er 1947 nach Großbritannien. In seiner langen Karriere spielte er verschiedene Shakespeare-Rollen (vor allem als Sir Toby Belch (Was ihr wollt)) und trat in Eugene O’Neills Anna Christie auf. Er führte auch Regie und produzierte Theaterstücke im West End und spielte eine Reihe von Rollen im Fernsehen, darunter 1976 die Serie Edward und Mrs. Simpson (als Winston Churchill) sowie Special Branch und Poldark. Im britischen Fernsehen war er u. a. in Geheimauftrag für John Drake (1961) zu sehen. Außerdem spielte er die Hauptrolle des Detective Superintendent Charlesworth in einer Reihe von BBC-Serien, darunter Charlesworth at Large (1958) und dessen Fortsetzung Charlesworth im Jahr darauf. Im Jahr 1964 spielte er einen Ballistikexperten in der BBC-Serie Call the Gun Expert.
Zwischen 1961 und 1976 trat Pithey in deutschen Fernsehspots als „Kaffee-Experte“ für Tchibo auf.